# Norman Finkelstein
Norman Gary Finkelstein (Nova York, 8 de dezembro de 1953) é um cientista político norte-americano.
Graduado pela Universidade do Estado de Nova Iorque (State University of New York) em Binghamton (SUNY Binghamton), estudou posteriormente na École Pratique des Hautes Études, em Paris, e obteve seu doutorado em Ciência Política na Universidade Princeton. Ensinou no Brooklyn College e no Hunter College, ambos da Universidade da Cidade de Nova Iorque. Também lecionou na Universidade de Nova Iorque e, finalmente, na Universidade DePaul, em Chicago, até setembro de 2007.
Suas ideias já lhe custaram o emprego de professor universitário, entre outros problemas. Em 23 de maio de 2008, Finkelstein foi impedido de entrar em Israel por supeitas de que tivesse contato com "elementos hostis a Israel". Na sua chegada ao Aeroporto Internacional Ben Gurion, perto de Tel Aviv, Finkelstein foi interrogado e mandado de volta a Amsterdam, seu ponto de origem. Segundo funcionários da imigração, a decisão de deportar Finkelstein estava relacionada com suas "opiniões antissionistas" e críticas ao governo israelense. Ele foi proibido de entrar em Israel nos próximos 10 anos.

## Biografia
Norman nasceu em 1953, na cidade de Nova York. É filho de judeus sobreviventes do Holocausto; sua mãe, Maryla Husyt Finkelstein, filha de um judeu ortodoxo, sobreviveu ao gueto de Varsóvia, ao campo de concentração de Majdanek e a dois campos de trabalhos forçados, além de ter perdido toda a sua família durante a Segunda Guerra Mundial. Seu pai, Zacharias Finkelstein, também foi um sobrevivente, tanto do gueto quanto do campo de concentração de Auschwitz.
Norman Finkelstein tornou-se conhecido por seus escritos sobre o conflito israelo-palestino e pelas polêmicas suscitadas por seu livro A indústria do Holocausto, no qual critica organizações e personalidades judias (notadamente o Congresso Mundial Judeu e Elie Wiesel) que, segundo ele, instrumentalizam a Shoah com objetivos políticos (sustentar a política de Israel), ou mercantis (obter reparações financeiras por parte da Alemanha e da Suíça).
Sua tese de doutorado é uma crítica meticulosa e severa do best seller publicado em 1984, From Time Immemorial, da norte-americana Joan Peters, livro que, segundo Finkelstein, reforça mito do "deserto" no qual os primeiros colonos israelenses se instalaram. Finkelstein denuncia as generalizações precipitadas e as acusações de antissemitismo proferidas por certas organizações judaicas contra os que se opõem à política do Estado de Israel.
Em novembro de 2006, publicou  "Peace, Not Apartheid", uma crítica detalhada e, no geral,  favorável ao livro de Jimmy Carter Palestine: Peace Not Apartheid, embora apontando alguns erros históricos.. Quando o livro de Carter tornou-se um  best-seller, sofreu numerosos ataques de partidários da política israelense. Finkelstein publica  então The Ludicrous Attacks on Jimmy Carter's Book , uma crítica às críticas do livro de Jimmy Carter.
Em 2005, publicou Beyond Chutzpah: On the Misuse of Anti-Semitism and the Abuse of History ('Além de Chutzpah: o mau uso do antissemitismo e o abuso da história'), no qual critica o livro  The Case for Israel do professor de direito de Harvard, Alan Dershowitz, qualificando-o de "embuste universitário".
Dershowitz ameaçou o editor de Beyond Chutzpah de processá-lo por difamação. Também pediu publicamente à Universidade DePaul que recusasse a indicação de Finkelstein como  professor.
Por meio de uma carta do seu presidente Dennis Holtschneider, a Universidade DePaul de Chicago confirmou a rejeição de sua candidatura a professor titular de Ciência Política. A comissão de atribuição reprovou a alegação do conselho de faculdades.
Em 5 de setembro de 2007, a universidade proibiu-o de ensinar e exigiu que ele liberasse seu escritório.. Finkelstein pediu demissão. No dia seguinte, a universidade emitiu um comunicado, declarando-o um cientista prolífico e um professor excepcional. Seu adversário, o professor de direito de Harvard, Alan Dershowitz, rebateu: "A declaração de que Finkelstein é um cientista é simplesmente falsa; o que ele faz é propaganda.". Finkelstein, por sua vez, sustenta que foi obrigado a recusar o posto de professor em razão de pressões de fora da universidade.
Numa entrevista ao jornalista George McLeod, publicada em 16 de setembro de 2007, ele compara sua história aos casos de Juan Cole, da Universidade Yale, de Joseph Massad, de Nadia Abu el-Haj e de Rashid Khalidi. Na mesma entrevista, Finkelstein afirma que o lobby israelense é mais poderoso que outros - como o de Estados Unidos e Europa.

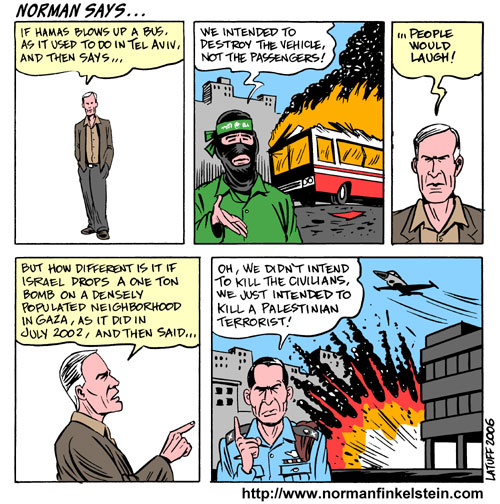
Finkelstein como personagem de história em quadrinhos

O trabalho de Finkelstein atraiu muitas manifestações de apoio como  também numerosos detratores. Entre os que o apóiam, estão Noam Chomsky, Raul Hilberg, Avi Shlaim, e Mouin Rabbani.  Entre os críticos estão Peter Novick, Daniel Goldhagen e Omer Bartov.

## Publicações

### Livros traduzidos em português
- Imagem e realidade do conflito Israel-Palestina. Record, 2005. ISBN 850106775X
- A Indústria do Holocausto . Record, Rio de Janeiro, 2001 ISBN 9788501060174 e Antígona editora refractários, Lisboa, 2001 ISBN 972-608-128-9